# Palazzo Pallavicino
Il Palazzo Pallavicino è un edificio dalle forme barocche, situato in piazzale Santafiora 7 a Parma; ha ospitato fino al 2023 la sede distaccata del TAR dell'Emilia-Romagna, con giurisdizione, in materia di giustizia amministrativa, sulle province di Parma, Piacenza, Reggio Emilia e Modena.

## Storia
L'originario palazzo fu edificato tra il 1471 e il 1476 dalla nobile casata degli Sforza di Santa Fiora.
La famiglia, a causa dei debiti, fu costretta nel 1644 a cederlo ai parenti Pallavicino, marchesi di Zibello. Il marchese Alfonso Pallavicino ne avviò a partire dal 1646 una radicale ristrutturazione, che terminò il marchese Alessandro Pallavicino nel 1705, quando fu innalzata l'alta facciata barocca.
Durante la seconda guerra mondiale l'edificio fu pesantemente danneggiato dai bombardamenti; nel dopoguerra i Marchesi ne curarono il completo restauro.
Nel 1977 la famiglia Pallavicino affittò una porzione del grande palazzo al TAR dell'Emilia-Romagna, che vi installò una propria sede distaccata con competenza anche per le vicine province di Piacenza e Reggio Emilia.
Nel 2014 un decreto ministeriale decretò la chiusura del TAR, ma nel 2015 un nuovo decreto legge del Consiglio dei Ministri abrogò tale disposizione, assegnando alla sede distaccata di Parma anche la competenza per la provincia di Modena.
Il 25 gennaio del 2017 la marchesa Maria Gabriella Pigoli Pallavicino donò il palazzo alla Fondazione Cariparma, che intende farne la propria sede al posto del poco distante Palazzo Bossi Bocchi.
Nel 2023 il Tar lasciò l'edificio per trasferirsi nella vicina Cittadella della Giustizia, accanto al palazzo del Tribunale.

## Descrizione

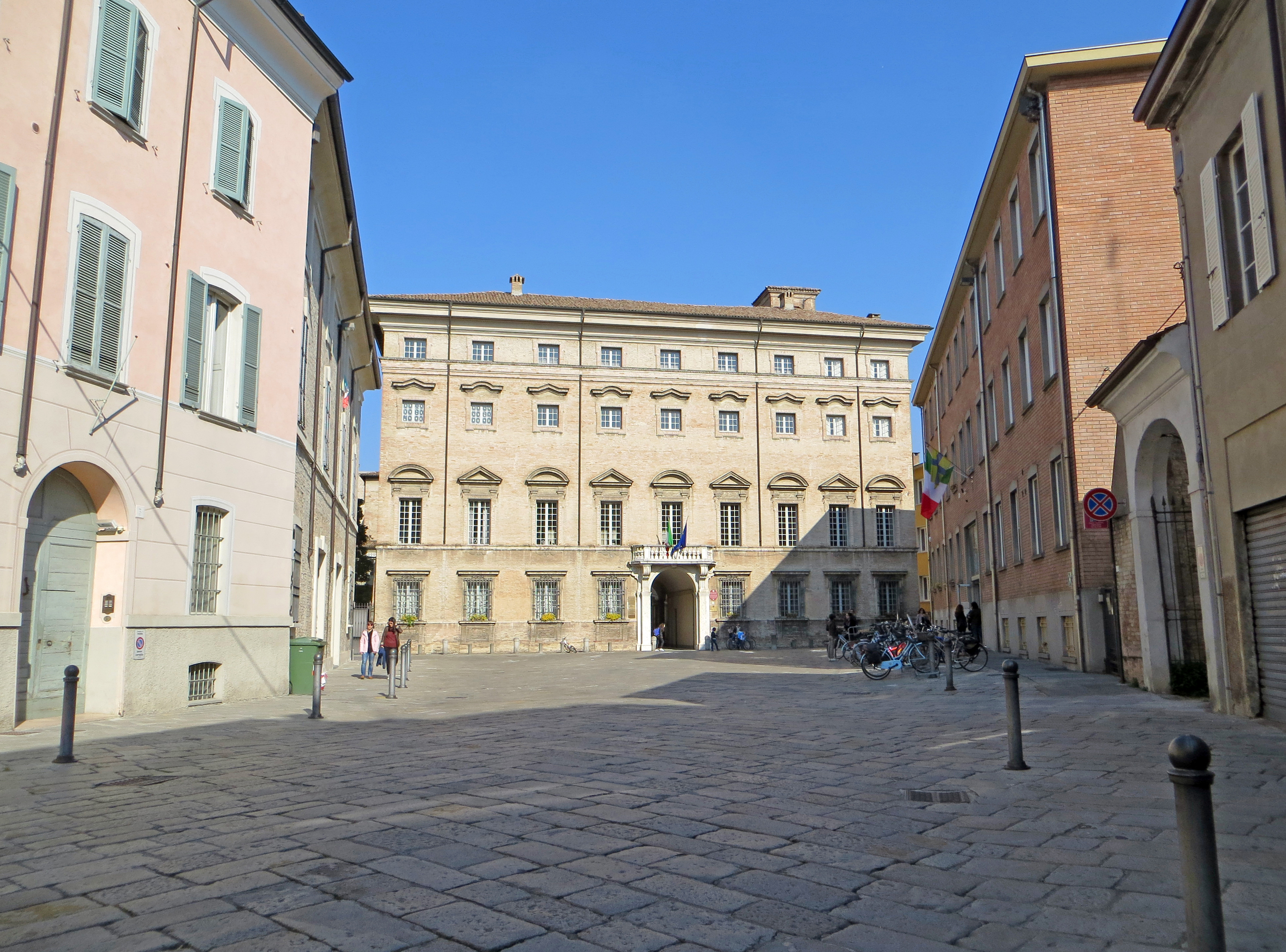
Facciata

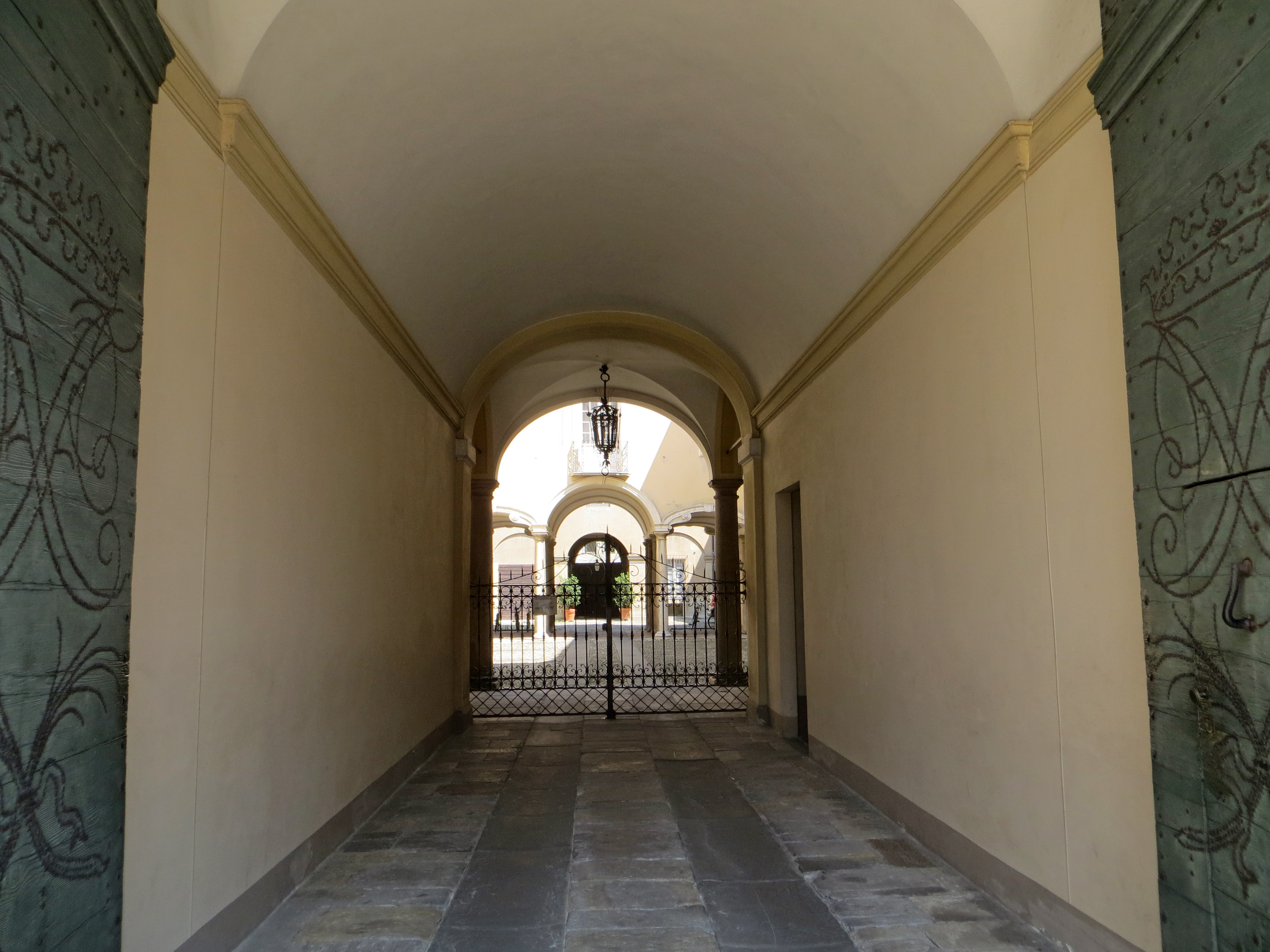
Androne

Il palazzo, tra i più grandi della città, si sviluppa attorno a tre cortili.
La simmetrica facciata principale, ispirata al rinascimentale Palazzo Farnese di Roma, si distingue per la notevole altezza. Rivestita interamente in laterizio, è caratterizzata dalle numerose finestre disposte su quattro livelli, inquadrate da cornici anch'esse in mattoni, con disegni differenti tra un piano e l'altro; di particolare pregio risultano le aperture del piano nobile, sulle cui cornici sono posti dei piccoli capitelli a sostegno dei timpani, forse opera di Ferdinando Galli da Bibbiena; altri fregi si trovano sotto il marcapiano del primo livello, conferendo alla facciata una notevole eleganza. Al centro infine si innalza il grande portale d'ingresso, incorniciato da lesene in marmo, sulle quali sono posizionate le elaborate mensole a sostegno del balcone balaustrato.
Varcando la soglia d'ingresso si accede, attraversando un androne con volta a botte, al primo cortile e, proseguendo sullo stesso asse in perfetto allineamento, al secondo ed infine all'ingresso posteriore.
Il primo cortile, circondato da colonnato ed in stile barocco, è interamente intonacato, ad eccezione di alcune arcate risalenti al palazzo originario, lasciate appositamente a vista; le uniche altre tracce del primo palazzo sono visibili sulla parete esterna a sud dell'edificio.
All'interno si accede al notevole scalone a tre rampe risalente alla fine del XVII secolo, arricchito da statue, nicchie e affreschi sulla volta.
Al piano nobile si aprono numerose sale decorate con stucchi, ricche di specchiere, camini in marmo, arredi antichi e preziosi oggetti. Vi si trovano inoltre il Salottino Cinese, con pavimento marmoreo intarsiato risalente al XVIII secolo e stucchi veneziani rococò, e il grande salone, con i pregevoli decori e affreschi di Sebastiano Galeotti. Numerose sono le tele da soffitto nel palazzo, realizzate nel secondo decennio del settecento da Aureliano Milani e Girolamo Donnini, autore, come il Bresciani, anche di varie sovrapporte.